# Đuro Kurepa
Đuro Kurepa (en serbe en écriture cyrillique : Ђуро Курепа, en français Georges Kurepa), né le 16 août 1907 à Majske Poljane, Glina et  mort le 2 novembre 1993 à Belgrade,, est un mathématicien yougoslave, puis serbe, originaire de Croatie. Spécialiste de théorie des ensembles, de topologie et de combinatoire, il a été membre de l'Académie serbe des sciences et des arts et a joué un rôle important dans la modernisation des mathématiques en Yougoslavie après la Deuxième guerre mondiale.

## Biographie
Đuro Kurepa, à sa naissance Đurad Kurepa, est le plus jeune des quatorze enfants de Rade et Anđelija Kurepa. Il étudie à Majske Poljane, puis à Glina ; il est diplômé du lycée de Križevci. Il poursuit ensuite des études universitaires en mathématiques théoriques et en physique à l'Université de Zagreb, où il suit en particulier des cours de Vladimir Varićak. Il commence à travailler en 1931 comme assistant en mathématiques dans cette université. 
Dès l'année suivante, Kurepa se rend en France pour continuer sa formation, au Collège de France et à la Faculté des sciences de l'Université de Paris. Il suit aussi assidument le séminaire de Jacques Hadamard. Il obtient un doctorat en 1935, avec une  thèse intitulée Ensembles ordonnés et ramifiés. Son conseiller était le mathématicien français Maurice Fréchet. Pendant son séjour à Paris, il fait aussi la connaissance du mathématicien polonais Nachman Aronszajn, qui suit des cours à Paris et soutient une thèse sous la direction de Fréchet, quelques mois avant Kurepa.
Après l'obtention de son doctorat, Kurepa poursuit ses recherches, d'abord à l'Université de Varsovie auprès de Wacław Sierpiński, puis en 1937 à nouveau à Paris. De retour en Yougoslavie, il obtient à nouveau un poste d'assistant à l'Université de Zagreb en 1937, gravissant les échelons jusqu'à un poste de professeur en 1946. Il enseigne par ailleurs dans plusieurs universités européennes, ainsi qu'au Canada, à Cuba, aux États-Unis, en Irak et en Israël. En 1965, il quitte Zagreb pour l'université de Belgrade, avec laquelle il avait déjà développé de nombreux contacts, et où il reste professeur jusqu'à sa retraite en 1977 (devant alors professeur émérite). À son arrivée à Belgrade, il est, avec Konstantin Orlov, formé à Belgrade, le seul mathématicien de l'université ayant obtenu une thèse de mathématiques avant la Deuxième guerre mondiale et il joue donc un rôle clé dans le développement du département et plus généralement des mathématiques modernes dans le pays.
Kurepa est alors membre du comité éditorial de plusieurs journaux scientifiques, dont L'Enseignement mathématique, le Zeitschrift für mathematische Logik und Grundlagen der Mathematik et les Publications de l'Institut mathématique de Belgrade, et il a fondé le journal Mathematica Balkanica. Il appartient aussi à de nombreuses sociétés savantes, comme la Société des mathématiciens et physiciens croates et l'Union des sociétés yougoslaves de mathématiciens, physiciens et astronomes, qu'il a toutes deux présidées, la Société mathématique de France et l'Association for Symbolic Logic et participe à l'organisation d'organismes internationaux comme la Commission internationale de l'enseignement mathématique, dont il a été vice-président. C'est pour cette Commission qu'il rédige un rapport important sur le « rôle des mathématiques et des mathématiciens à l'époque actuelle » ; ce rapport basé sur une enquête internationale est présenté au Congrès international des mathématiciens de 1954 à Amsterdam,,.
Kurepa forme grâce à ses cours et à ses manuels une nouvelle génération de mathématiciens en Yougoslavie, encadrant plus de quarante doctorants, dont Aleksandar Ivić et Stevo Todorčević.
Il est l'oncle du mathématicien Svetozar Kurepa (en) et du physicien Milan Kurepa (en).

## Sélection de publications
Au cours de sa vie, Kurepa a publié plus de 700 articles et livres et plus de 1 000 comptes rendus. Parmi ces publications figurent de nombreuses notices sur des scientifiques, des réflexions sur des questions générales liées aux mathématiques ou des interventions pour des événements ou commémorations. La liste de ses publications de recherche, publiée dans le volume des Publications de l'Institut de mathématiques de Belgrade qui lui a été consacré en 1995, contient 189 titres. 
- Georges Kurepa, « Ensembles ordonnés et ramifiés », sur Thèses de l’entre-deux-guerres, Numdam, 1935.

- Georges Kurepa, « L'hypothèse du continu et les ensembles partiellement ordonnés », Comptes rendus des séances de l'Académie des sciences de Paris, vol. 205,‎ 1937, p. 1196-1198.

- Georges Kurepa, « À propos d'une généralisation de la notion d'ensembles bien ordonnés », Acta Mathematica, vol. 75,‎ 1942.

- Djuro Kurepa, « Le рroblème de Souslin et les espaces abstraits », Revista de Ciencias (Lima), vol. 47, no 453,‎ 1945, p. 457-488.

- Georges Kurepa, « Sur la relation d'inclusion et l'axiome de choix de Zermelo », Bulletin de la Société mathématique de France, vol. 88,‎ 1952, p. 225-232.

- Djuro Kurepa, « Partitive sets аnd ordered chains », Rad JAZU, vol. 302,‎ 1957, p. 197-235.

- (sr) Đuro Kurepa, Teorija skupova [Théorie des ensembles], Zagreb, Skolsja Kniiga, 1951 (lire en ligne).

- Djuro Kurepa, « On the left factorial function !n », Mathematica Balkanica, vol. 1,‎ 1971, p. 147-153.

- Aleksandar Ivić, Zlatko Mamuzić, Žarko Mijajlović, Steno Todorčević (eds.), Selected Papers of Đuro Kurepa, Belgrade, Math. Inst. SASA, 1996 (lire en ligne).

## Distinctions et honneurs
Kurepa reçoit en 1976 le prix AVNOJ, considéré comme la plus prestigieuse distinction nationale de Yougoslavie pour les sciences et les arts, ainsi que l'Ordre du mérite pour le peuple à étoile d'or et l'Ordre du Travail avec drapeau rouge.
Il est élu membre de l'Académie serbe des arts et des lettres (SANU) en 1988 et il est membre correspondant de l'Académie yougoslave des sciences et des arts.